# Buchdrucker (Käfer)
Der Buchdrucker oder Großer Achtzähniger Fichtenborkenkäfer (Ips typographus) ist eine Käferart aus der Unterfamilie der Borkenkäfer (Scolytinae). Da er seine Brutsysteme in der Rinde der Wirtsbäume anlegt, wird er den Rindenbrütern zugerechnet. Er ist ein bedeutender Forstschädling.
Die deutsche Bezeichnung stammt von den Larvengängen des Käfers (siehe Bild unten), deren Aufsicht bei früheren Wissenschaftlern eine Assoziation mit Arabischen Schriftzeichen weckte. Jede Flügeldecke ist am Rand des Absturzes mit vier Zähnen besetzt, also insgesamt acht, daher der ebenfalls verbreitete zweite Name.

## Merkmale

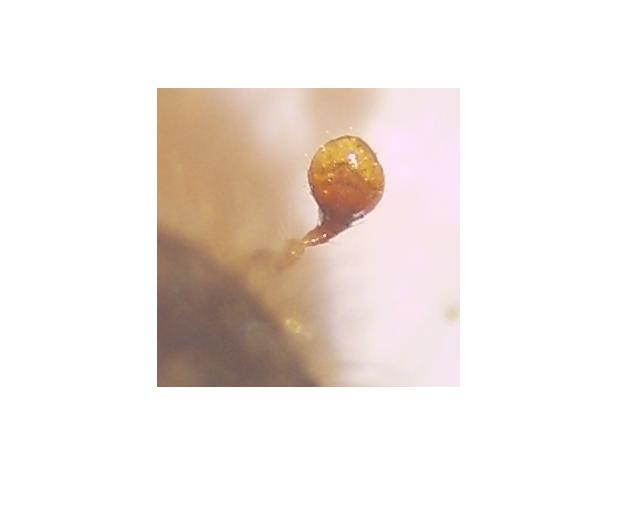
Ips typographus, Fühlerkeule mit stark vorgezogenen Nähten

Die Käfer haben einen 4,2 bis 5,5 Millimeter langen, walzenförmigen, dunkelbraunen, lang gelblich bis bräunlich behaarten, hinten leicht verbreiterten Körper. Der Kopf ist von oben nicht sichtbar, da er vom Halsschild überragt wird. Der gleichmäßig gewölbte Halsschild ist vorne höckerig, lang behaart und an der Basis punktiert.
Das dritte Fußglied ist zylinderförmig.
Die Fühlerkeulennähte sind in der Mitte stark vorgezogen.
Der Spitzenrand der Flügeldecken ist doppelt, der innere Rand das Abdomen umfassend, der äußere den Absturz begrenzend. Der zweite Zahn am Absturz ist ein Kegelzahn. Der Absturz fällt von der Mitte der Flügeldecken zum Ende hin schräg ab. Er ist matt (nichtglänzend), undeutlich punktiert und nicht behaart. Er bildet eine flache Mulde. Der erste Zwischenraum der Punktreihen neben der Naht hat vor dem Absturz eine Körnchenreihe.
Das Männchen besitzt einen stärker ausgebildeten Stirnhöcker und stärkere Zähne am Absturz sowie kürzere Haare in der Mitte des siebten Sternites (Sexualdimorphismus).

## Schadwirkung

### Befall
Der Buchdrucker befällt vor allem Fichten, vorzugsweise die Gemeine Fichte (Picea abies), aber auch Lärchen (Larix), Douglasien (Pseudotsuga), Weymouthskiefer (Pinus strobus), Schwarzkiefer (Pinus nigra) und Weißtanne (Abies alba). Normalerweise kann die Fichte durch die Absonderung von – durchaus auch toxisch wirksamem – Harz Insekten abwehren. Ist sie aber in irgendeiner Form geschwächt, kann sie durch relativ wenige Borkenkäfer überwältigt werden. Derartige Brutherde dienen bei geeigneter Witterung (optimal: trocken, heiß, windstill) als Ausgangspunkt für eine Massenvermehrung, der dann, unabhängig von ihrer Vitalität, ganze Bestände zum Opfer fallen können (vergleiche Totholz).

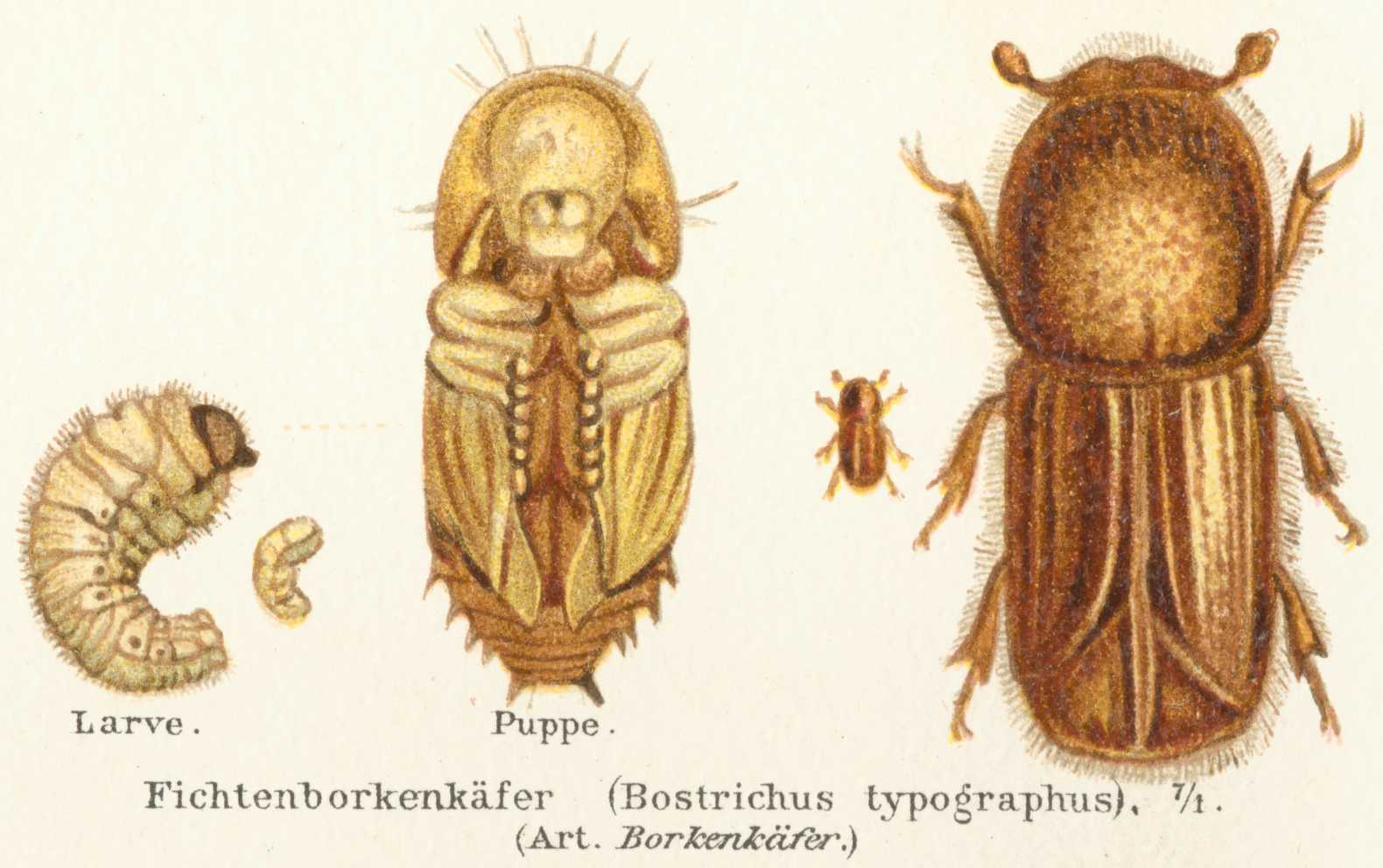
Buchdrucker in Meyers Konversations-Lexikon 1888
- Buchdrucker an Nadelholz
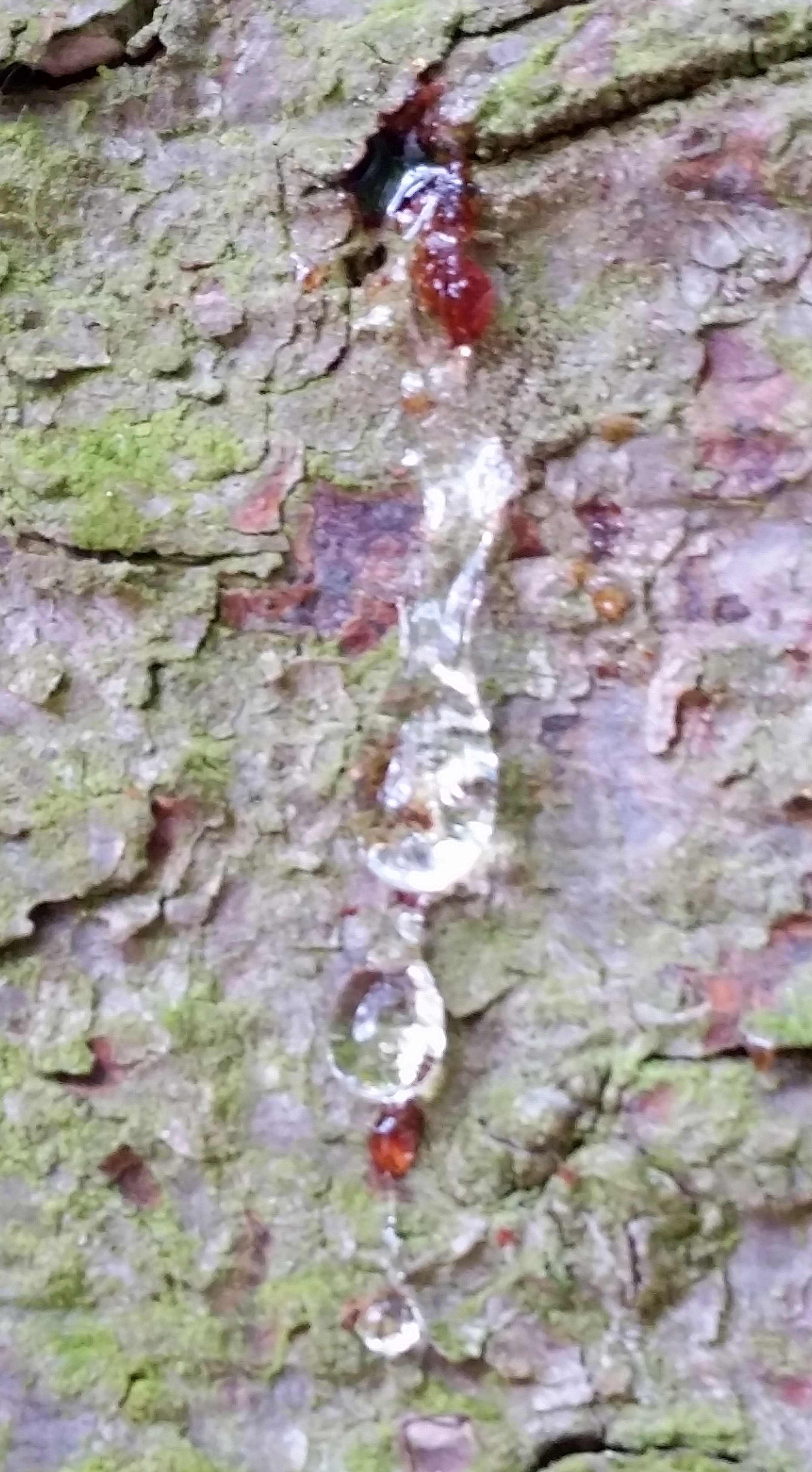
Buchdrucker, der mit Harz von einer Fichte abgewehrt wurde.

### Strategie des Buchdruckers
Selbst geschwächte Fichten können aber nicht von einzelnen Käfern überwältigt werden. Nötig ist eine erhöhte Konzentration der Angreifer. Eine entscheidende Rolle spielen dabei Duftstoffe. Zunächst werden kränkelnde Fichten nach deren Geruch angeflogen, es folgt das Einbohren zur Anlage von Brutsystemen (die Anlage der Rammelkammer des Männchens). Die Fichte wehrt sich durch klebrigen und giftigen Harzfluss, dem die ersten Angreifer zum Opfer fallen. Die Fichtenborkenkäfer wandeln Harzinhaltsstoffe aber in Duftstoffe um. Dies steigert die Attraktivität des Baumes, was wiederum eine erhöhte Angriffsintensität zur Folge hat. Steigt diese über die Widerstandsfähigkeit der Fichte, werden die ersten Brutsysteme (ausgehend von der Rammelkammer die Anlage von Muttergängen durch die Weibchen) bei weiterer Abgabe von Lockstoffen angelegt. Neben der weiteren Besiedlung des Brutherdes erfolgt der Übergriff auf die Nachbarbäume. Bei Überbesiedelung wird auch dieses per Duft gemeldet.
Die Käfer können (je nach Witterung) bis zu drei Kilometer weit aktiv fliegen, durch den Wind aber auch über erheblich weitere Strecken verweht werden.

### Befallssymptome
Als erstes sichtbares Symptom können in der Folge des Einbohrens Harztröpfchen austreten, die manchmal auch zu schwachen Harzbahnen werden. Nicht immer sind die Harztröpfchen oder -bahnen sichtbar, so dass sie kein notwendiges Merkmal sind.
Nur und immer bei der Anlage der Rammelkammer und der Muttergänge wird zuverlässig hellbraunes Bohrmehl ausgeworfen. Es ist deshalb der früheste und ein sehr sicherer Hinweis auf den Befall. Weil das Bohrmehl vom Wind abgeweht und vom Regen abgespült werden kann, wird es im Lauf der Zeit schwerer zu finden sein.
Spechte können den Befall bemerken und nach den Käfern und den Larven suchen. Dabei schlagen sie Teile der Borke ab. Dadurch leuchtet die vormals graue Rinde rot, oder wenn die Rinde bis auf das Holz abgeschlagen wurde, leuchten die Stämme weißlich. Die abgeschlagenen Rindenstücke findet man unter den befallenen Bäumen.
Durch die Unterbrechung des Saftstromes werden meistens die Nadeln in der Krone befallener Bäume von unten nach oben rot. Die roten Kronen sind weithin sichtbar.
Bei guter Wasserversorgung oder in der vegetationsfreien Zeit fallen auch grüne Nadeln vom Baum ab („Schütte“). Diese finden sich dann massenhaft unter den befallenen Bäumen. Auch das hörbare Rieseln der Nadeln kann ein Hinweis auf den Befall sein.

### Schaden
| Jahr | Tsd. fm | %    |
| --- | ------- | ---- |
| 2014 | 1.636   | 6,1  |
| 2015 | 3.179   | 10,1 |
| 2016 | 4.439   | 16,8 |
| 2017 | 5.592   | 19,4 |
| 2018 | 10.781  | 27,3 |
| 2019 | 27.221  | 63,0 |
| 2020 | 41.840  | 67,3 |
| 2021 | 44.196  | 65,5 |
| 2022 | 25.460  | 48,2 |
| 2023 | 25.913  | 55,6 |
| Insektenbedingter Schadholzeinschlag in Deutschland bei Fichte, Tanne, Douglasie und sonstigem Nadelholz (außer Kiefer und Lärche) % = Anteil am gesamten Einschlag dieser Baumartengruppe |         |      |

Durch den Fraß der Käfer, aber hauptsächlich der Larven, wird der in der Rinde absteigende Assimilatstrom des Phloems unterbrochen. Dadurch stauen sich die Assimilate im Kronenbereich und die Wurzel wird nicht mehr mit Assimilaten versorgt. Dies führt zum Absterben des Baumes, wenn der Befall intensiv genug ist.
Durch Buchdruckerbefall entsteht wirtschaftlicher Schaden durch die Wertminderung des Holzes. Buchdrucker tragen Pilzsporen am Körper, die sie auf die befallenen Bäume übertragen. Dadurch kommt es zur typischen Blaufärbung des Splintholzes, die am Stammmantel und den Stirnflächen der Stammabschnitte sichtbar wird. Die Färbung bleibt beim Schnittholz bestehen, weshalb es für sichtbare Verbauung nur bedingt eingesetzt werden kann. Deshalb wird vom Buchdrucker befallenes Holz zu verminderten Preisen gehandelt, es wird in der Rahmenvereinbarung für den Rohholzhandel in Deutschland in die niedrigste Güteklasse D sortiert. Die technischen Eigenschaften des Holzes werden durch den Käferbefall nicht gemindert.

Tritt der Buchdrucker massenhaft auf, kann das zu einem Überangebot an Fichtenholz führen. Folge sind in „Käferjahren“ dann sinkende Rundholzpreise.
Der Befall durch Buchdrucker kann die geordnete, planmäßige Waldwirtschaft stören. Tritt der Befall in Waldteilen ein, die noch nicht verjüngt sind, entstehen Kahlflächen, die entweder wieder aufgeforstet werden müssen oder häufig lange Zeit forstwirtschaftlich unproduktiv bleiben.
Käferbefall an Bäumen, die zum Schutz hinterliegender Bestände erforderlich sind (z. B. Süd- oder Westränder), hat häufig weitere Schäden zur Folge durch Sturm oder weiten Käferbefall.

### Besondere Schadensperioden bekannt als Borkenkäferkalamitäten oder Käferjahre
- Von 1768 bis 1799 kam es im Harz zu bedeutenden Verlusten („30.000 ha Wald im Harz zerstört“) durch eine Borkenkäferplage, die in der Folge als „Die große Wurmtrocknis“ bekannt wurde.[4][5]
- Für die Periode 1947 bis 1949 ist eine starke Vermehrung des Buchdruckers bekannt, die seinerzeit auf milde Witterungsumstände zurückgeführt wurde.[6] Im Zeitraum von 1940 bis 1950 kam es im Harz zu 1,5 Millionen Festmetern Schadholz, die mit dem Borkenkäferbefall und in Verbindung mit „Sturm, Arbeitermangel und Kriegswirren“ entstanden.[4]
- 2018 kam es 11 Jahre nach dem Orkan Kyrill zum Orkantief Friederike, das erhebliche Mengen an Sturmholz hinterließ. Das Folgejahr 2018 ist bis in den Dezember als besonders niederschlagsarm bekannt. Insbesondere Fichtenbestände zeigten verminderte Abwehrkräfte gegen den Befall von Borkenkäfern. Nach einem milden Winter zeigten sich im Frühjahr 2019 erhebliche Schäden in deutschen, österreichischen und Schweizer Baumbeständen, auf die mit umfangreichen Entnahmen von Fichtenholz reagiert wurde. Da die Verarbeitungskapazitäten in Europa nicht ausreichten, um das Holz zu verwerten, kam es zu umfangreichen Exporten des Käferholzes nach China.[7][8][9][10] Im deutschen Bundesland Nordrhein-Westfalen war der Schadholzanfall durch die Borkenkäferarten Buchdrucker und Kupferstecher 2019 mit etwa 5,5 Millionen Kubikmeter weitaus höher als 2018 (0,8 Millionen Kubikmeter).[11] In Lagen unterhalb 400 Meter Meereshöhe kam es weiträumig zum flächigen Absterben der meisten Fichtenforste.[12]

## Fortpflanzung

### Pheromonbiologie
Alle Lockstoffe (Pheromone) des Buchdruckers sind bekannt. Während des Schwärmfluges (Dispersionsflug) des Borkenkäfers empfangen die schwärmenden Männchen Duftsignale von den umstehenden Bäumen. Besonders von geschwächten Fichten werden über die Fühlerkeulen Signalstoffe (Kairomone) aufgenommen (Primäranlockung) und verleiten die Männchen zum Anflug der potentiellen Wirtsbäume. Stimmen die empfangenen olfaktorischen Reize mit mechanischen Kennzeichen (zum Beispiel Rindenstruktur) überein, beginnen die Pioniermännchen mit der Sekundäranlockung ihrer Artgenossen beider Geschlechter.

Struktur von
(–)-α-Pinen

Struktur von
(+)-cis-Verbenol

Dabei wird das wirtseigene Monoterpen (–)-alpha-Pinen des Nadelbaums über das Tracheensystem der Buchdrucker aufgenommen und in cis-Verbenol umgewandelt, das dann über den Hinterleib abgegeben wird (Defäkation) und als anlockendes Aggregationspheromon wirkt. Des Weiteren werden Ipsdienol sowie Methylbutenol abgegeben, wobei Ipsdienol besonders auf die Anlockung der Weibchen abzielt.

Strukturformel von Verbenon

Nach beendeter Paarung und somit vollständiger Besiedelung des Wirtsbaumes werden nun von den Buchdruckern Pheromone mit repellenter Wirkung verbreitet. Sie verhindern eine Überbesiedelung des Baumes und sichern somit die Überlebenschancen der heranwachsenden Brut. Pheromone mit inhibitorischer Wirkung sind Verbenon, das wie cis-Verbenol aus (+)-alpha-Pinen oder (–)-alpha-Pinen oxidiert wird, und Ipsenol.

### Vermehrung
Ein gut ausgebildetes Brutsystem mag 40 Larvengänge enthalten. Geht man von einem Geschlechterverhältnis von 1:1 aus, können daraus 20 Weibchen schlüpfen. Geht man weiter von einem 50-prozentigen Erfolg dieser Weibchen aus, verzehnfacht sich die Anzahl von Weibchen mit jeder Generation.

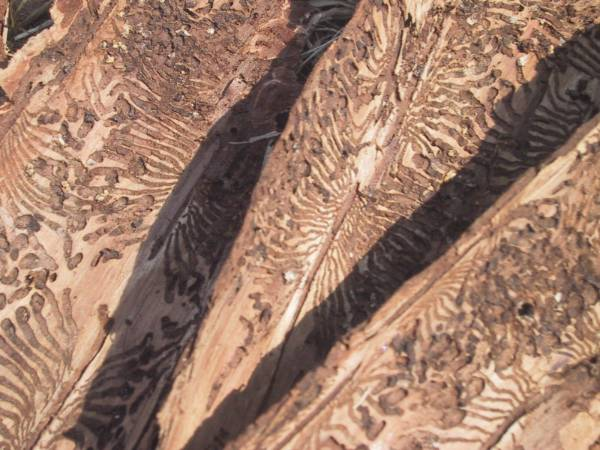
Brutsysteme des Buchdruckers

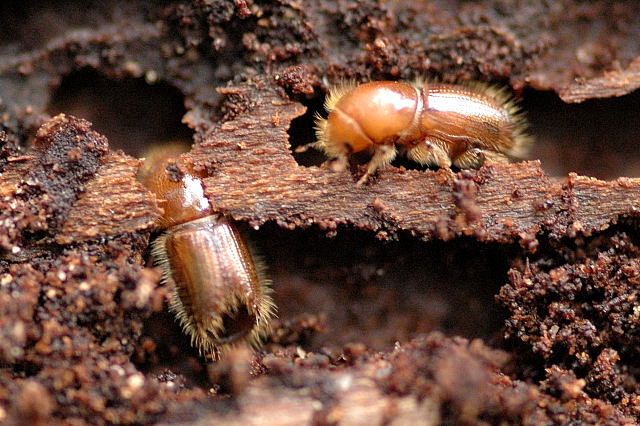
Noch nicht ausgefärbte Jungkäfer unter der Rinde

In günstigen Jahren kommt es zu einer Ausbildung von drei Generationen, also zu einer Vertausendfachung der Population. Die Entwicklung der Brut ist stark temperaturabhängig. Ab einem Schwellenwert von 12 bis 15 Grad Celsius findet die Entwicklung statt. Somit ist bei der Frage, ob eine Massenvermehrung auftritt oder nicht, der Temperaturverlauf ab April von entscheidender Bedeutung.
Findet der Buchdrucker bereits ab Mitte April Temperaturen von mindestens 15 Grad (wie 2007), so durchläuft er die Entwicklung innerhalb von sechs Wochen von der Eiablage zum geschlechtsreifen Insekt. Findet sich bereits Mitte Juni eine geschlechtsreife zweite Generation, so ist mit einer Massenvermehrung zu rechnen. Die erste Generation bildet nach der Eiablage und anschließendem Regenerationsfraß (etwa 14 Tage) eine „Geschwisterbrut“. Dies macht es meist unmöglich, genaue „Schwärmwellen“ im jahreszeitlichen Verlauf zu erkennen. Vielmehr verwischen sich die Schwärmphasen der zweiten Generation mit Geschwisterbruten, und so kommt es oft zu einem anhaltenden Schwärmflug und damit einhergehend auch zu einem ständigen Neubefall.
Der Buchdrucker befällt in der ersten Generation wegen des verringerten Saftdrucks bevorzugt liegendes Holz, ab der zweiten und dritten Generation dann nahezu ausschließlich stehendes Holz. Je später im Jahr und je schlechter die Wasserversorgung der Wirtsbäume, desto vitalere Bäume suchen sich die Käfer. Bei großer Trockenheit befallen sie oft in der Tiefe eines Bestandes, was dann vom wirtschaftenden Personal zu spät erkannt wird.
In der Regel verläuft eine Massenvermehrung über mehrere Jahre und verebbt dann wieder. Ausgangspunkt sind häufig Stürme, deren Schadholzanfall dem Borkenkäfer ausreichend Brutmaterial bietet. Die oben stehende Tabelle stützt diese Erfahrung, Ausgangspunkt war der Sturm Orkan Niklas im Frühjahr 2015.

## Bekämpfung

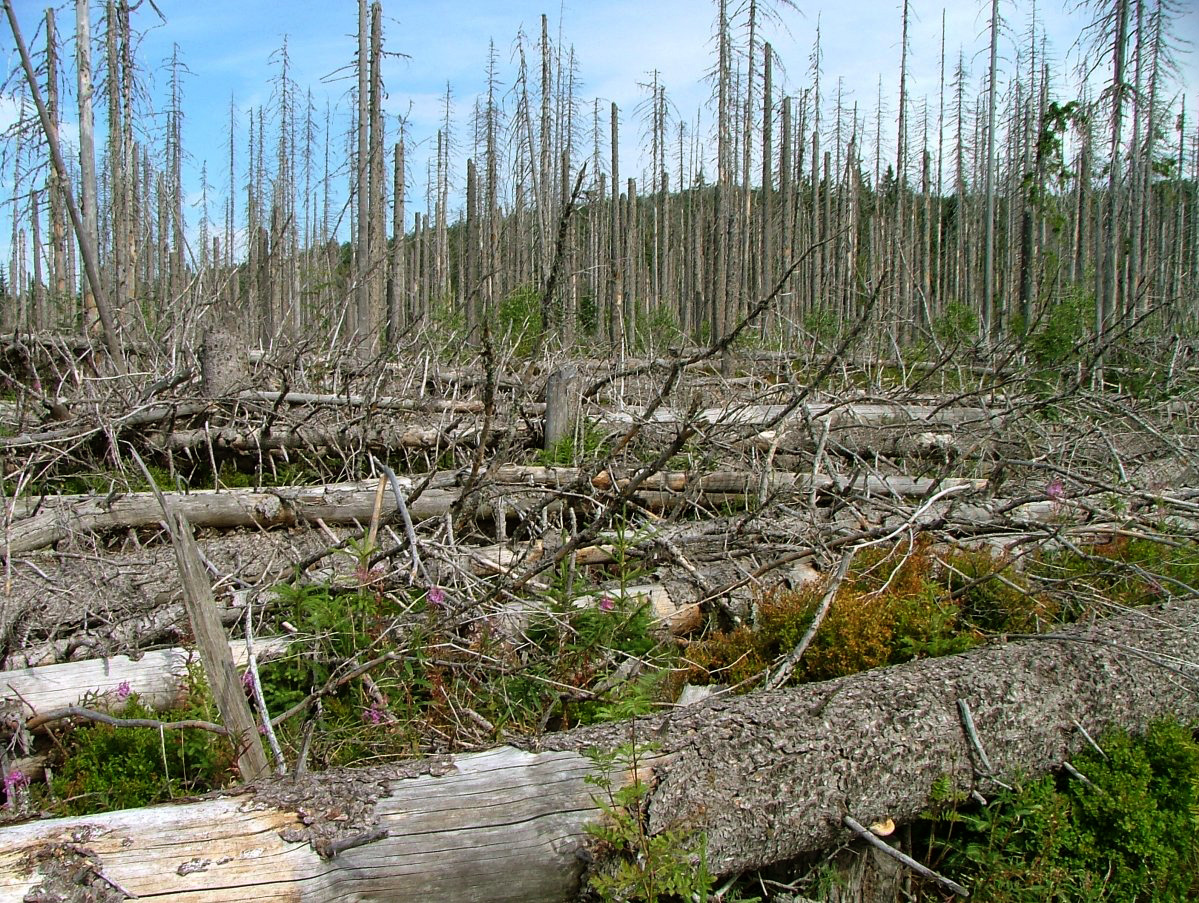
Borkenkäferschäden im Nationalpark Bayerischer Wald

Grundsätzlich ist bisher die einzige funktionierende Bekämpfungsmethode die Entnahme der befallenen Bäume und das anschließende Unschädlichmachen der verschiedenen Stadien des Buchdruckers (Eier, Larven, Puppen, Käfer).

### Saubere Waldwirtschaft

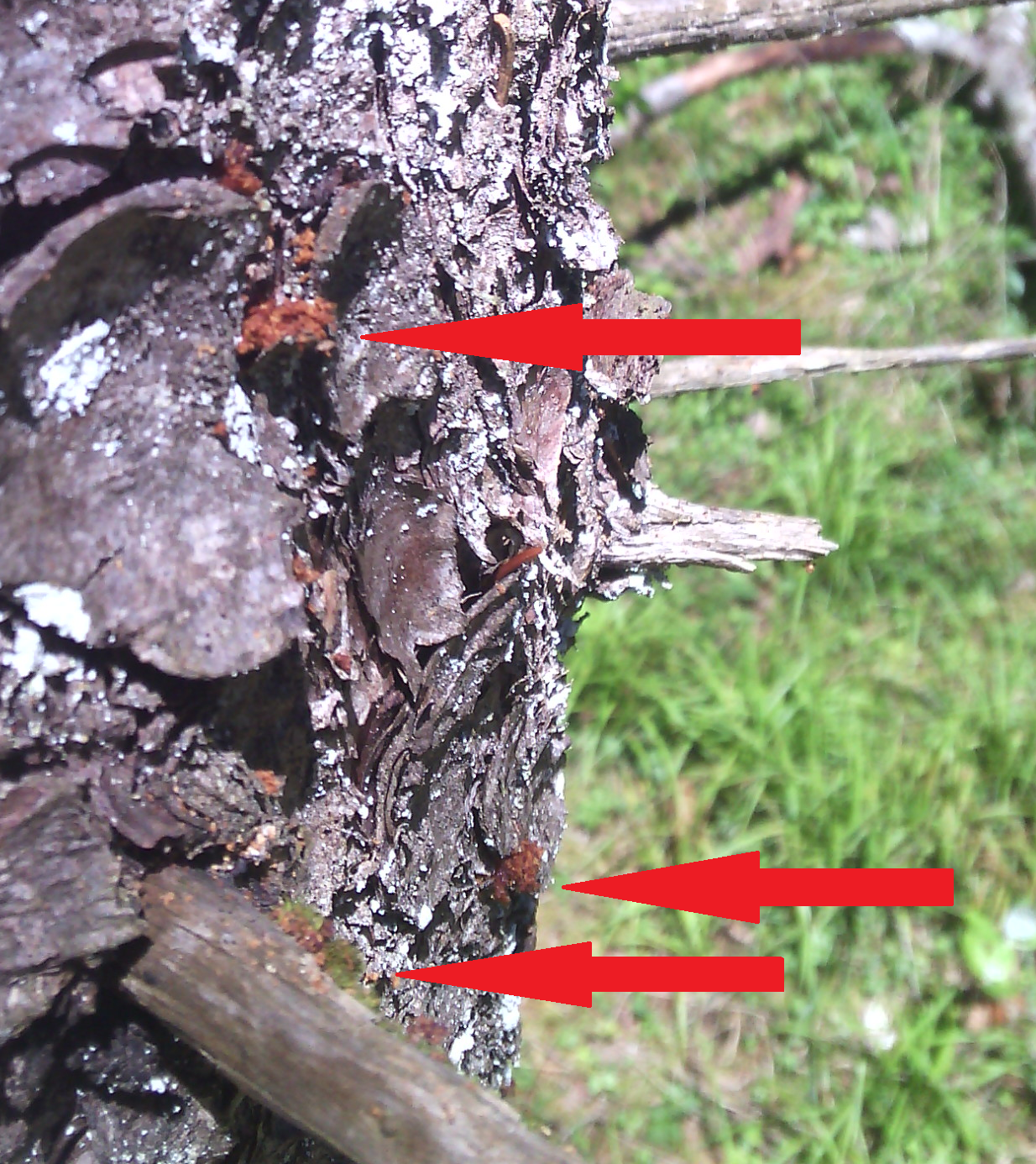
Bei der Anlage der Brut werfen die Elterntiere Bohrmehl aus, das sich an Rindenschuppen, Ästen, Spinnweben oder der Bodenvegetation findet. Es ist das erste und ein sehr sicheres Merkmal, um den Befall festzustellen.

Unter „sauberer Waldwirtschaft“ versteht man den Entzug von bruttauglichem Material und die Entnahme von befallenen Bäumen.
Dabei ist die Suche nach den befallenen Bäumen entscheidend. Hierfür wird das von den Elterntieren bei der Brutanlage ausgeworfene Bohrmehl am Stammfuß gesucht. Wird Bohrmehl gefunden, ist davon auszugehen, dass der betreffende Stamm befallen ist, nicht mehr gerettet werden kann und entnommen werden sollte.
Da das Bohrmehl nicht immer leicht und nur aus der Nähe zu sehen ist, wird systematisch um gefährdete Stellen (liegengebliebenes Schadholz, aufgerissene Bestandsränder, frühere Befallsstellen) herum gesucht. Am effektivsten ist diese Methode im Frühjahr, wenn die erste Käferbrut angelegt wird, da die Zahl befallener Stämme im Jahresverlauf noch am geringsten ist. Auch im späteren Jahresverlauf fällt jedes Mal, wenn Käfer einbohren und Muttergänge anlegen, Bohrmehl an und ist ein sicheres Indiz für den Befall.
Im späteren Jahresverlauf findet man befallene Bäume durch die deutlichen Symptome leichter, aber häufig sind dann die ersten Jungkäfer bereits ausgeflogen. Deshalb werden alle Nachbarbäume nach Bohrmehl abgesucht. Wird Bohrmehl gefunden, werden die weiteren Nachbarbäume abgesucht, bis an keinem mehr Bohrmehl gefunden wird. Alle Bäume, an denen Bohrmehl gefunden wird, werden entnommen und unschädlich gemacht.
Nach der Beseitigung der befallenen Bäume sollten entsprechend der Aktivität der Käfer Nachkontrollen der Befallsstellen durchgeführt werden.

#### Unschädlichmachen der verschiedenen Käferstadien
Werden die Käfer an Orte verbracht, an denen sie kein bruttaugliches Material finden, können sie keinen weiteren Schaden anrichten. Eier und Larven können durch Entrindung unschädlich gemacht werden. Käfer können die Entrindung zumindest teilweise überstehen und weitere Bäume befallen. Finden sich Käfer in der Rinde, muss diese für eine wirksame Bekämpfung auch aus dem Wald gebracht werden, oder vernichtet (z. B. verbrannt) werden.
Um die Käfer unschädlich zu machen, können im Notfall auch Kontaktinsektizide auf die Stämme ausgebracht werden, die die Käfer beim Einbohren oder beim Ausbohren abtöten. Netze, die mit Kontaktinsektiziden beaufschlagt sind und mit denen das eingeschlagene Holz abgedeckt wird, haben eine ähnliche Funktionsweise.

### Fangbäume
Mit „Fangbäumen“ wird versucht, den Ausgangsbestand zu reduzieren. Dafür werden im Frühjahr (März/April, vor dem ersten Schwärmflug) Bäume gefällt, die aus dem Wald transportiert oder entrindet werden, wenn diese befallen sind. Ob die Fangbäume für die Käfer so attraktiv sind, dass sie die Käfer ablenken und den Befall stehender Bäume verhindern können, ist zweifelhaft.

### Selbstregulierung
Wie Untersuchungen im Nationalpark Bayerischer Wald zeigen, haben Antagonisten wie der Dreizehenspecht nur einen geringen Einfluss auf die Massenvermehrung der Käfer. Die Gradation endet nur nach – möglichst mehreren – kalten Sommern oder dem Befall aller Bäume.
Andere Quellen messen der Selbstregulierung wesentlich größere Bedeutung bei und halten die Bekämpfung des Buchdruckers durch „saubere Waldwirtschaft“ für kontraproduktiv. Demnach kommt es in Fichten mit hoher Befallsdichte durch den Buchdrucker zu Masseninfektionen und Massensterben der Buchdrucker durch Pilze, Sporozoen, Bazillen und Viren. Käfer, die noch ausfliegen, tragen die Infektion weiter, die Population bricht zusammen. Die Ausbreitung dieser Infektion würde verhindert, wenn die befallenen Bäume aus dem Wald transportiert werden.

### Lockstofffallen
Die Lockstoffe (Pheromone) des Buchdruckers werden chemisch nachempfunden auch von einigen Herstellern zum Kauf angeboten und finden als Lockstoffstreifen bzw. Pheromon-Dispenser Verwendung in Lockstofffallen („Käferfallen“). Der Begriff ist jedoch missverständlich, da mit Käferfallen kein Buchdruckerbefall abgewehrt werden kann. Vielmehr dienen die Fallen zum Monitoring des Schwärmfluges. Dabei geht man davon aus, dass hohe Fangzahlen in den Fallen entsprechend stärkeren Befall in den Waldbeständen anzeigen. Zudem können Rückschlüsse auf die Entwicklung der Käfer und deren Bruten geschlossen werden (Befallsbeginn im Frühjahr, Ausfliegen der verschiedenen Bruten, Bruterfolg, Anteil der Alt- und Jungkäfer usw.).

### Systemische Bekämpfung
In den 1990er Jahren wurden Versuche mit dem systemischen Mittel Methamidophos unternommen, mit dem ein ganzer Wirtsbaum für den Käfer toxisch wird. Der Wirkstoff wird auf den Bast aufgebracht und führt zu hundertprozentiger Mortalität der Larven in den ersten sechs Wochen. Danach nimmt die Wirkstoffkonzentration nach und nach ab. Die empfindlichen Larven jedoch überleben das ganze Jahr im begifteten Baum nicht. Für den Käferflug interessant wird der stehende Fangbaum durch einen Lockstoffstreifen in etwa zehn Metern Höhe.